# 招成萬
招成萬（1719年—1784年），廣東人，清朝軍事將領。
行伍出身，任千總。乾隆二十九年，任廣東碣石鎮標中營守備。乾隆三十四年，任廣東澄海協中軍都司。乾隆三十五年，任廣東碣石鎮標左營遊擊。乾隆三十八年，任閩浙督標水師營參將。乾隆四十二年，任福建澎湖水師副將。乾隆四十六年，任閩粵南澳鎮總兵	。